# Монсеррат (ім'я)

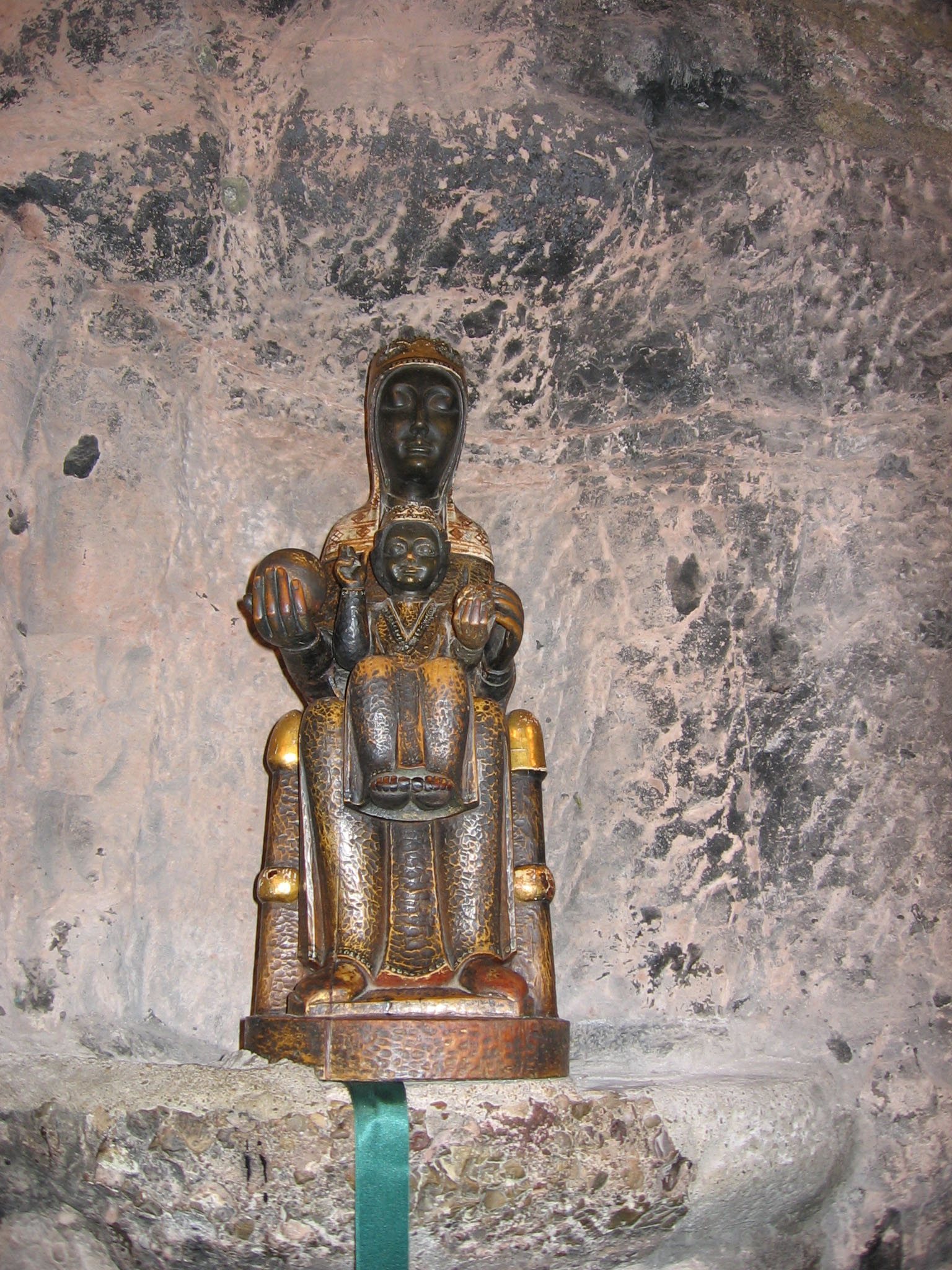
Чорна Діва Монсерратська

Монсеррат (сх. кат. МФА: [munsəˈrat], зах. кат. МФА: [monseˈrat]) або Марія Монсеррат (Maria Montserrat) - популярне жіноче ім'я в Каталонії і в кількох каталономовних регіонах. Дається на честь Чорної Діви Монсерратської. Варіант - Монтсеррат. Скорочений варіант імені - Монтсе. 27 квітня - День Монсеррат. 
Після імені Марія - це друге за популярністю жіноче ім'я Каталонії (2012 рік - 85 322 особи) До XIX ст. це ім'я давали також хлопчикам, причому і зараз в деяких місцях, таких як Мальорка, зустрічається таке чоловіче ім'я. 

## Персоналії
- Монтсеррат Фігерас (ісп. Montserrat Figueras García; 1942—2011) — іспанська співачка (сопрано), виконавиця старовинної музики.
- Монсеррат Кабальє (кат. Maria de Montserrat Viviana Concepción Caballé i Folch; 1933-2018) — іспанська і каталонська оперна співачка (сопрано).
- Монсеррат Ломбард[ru] (ісп. Montserrat Lombard; 1982) — британська актриса, співачка, вокалістка.
- Монтсе Гуайяр (кат. Montse Guallar; 1960) — каталонська актриса театру (драма, комедія) і кіно.
- Бенісіо Монсеррате Рафаель дель Торо Санчес (ісп. Benicio Monserrate Rafael del Toro Sánchez; 1967) - пуерто-риканський актор, володар премій Оскар, Золотий глобус, BAFTA і нагороди Каннського кінофестивалю за найкращу чоловічу роль.